# Marthe Camille Bachasson de Montalivet

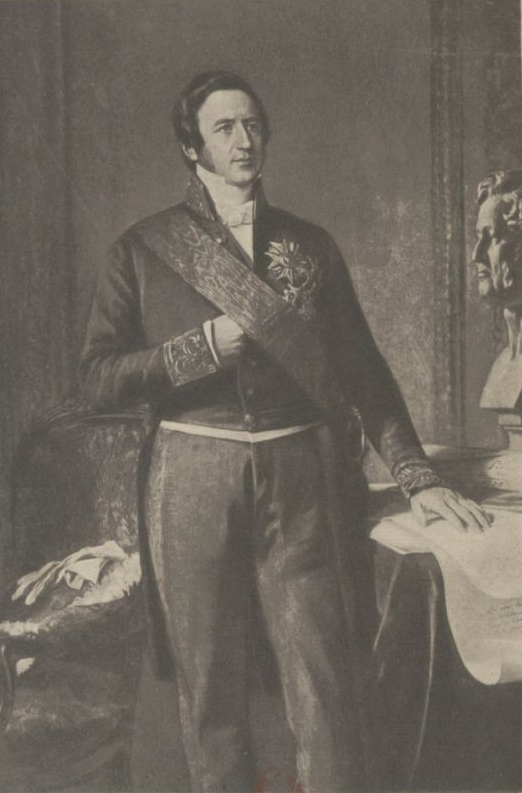
Marthe Camille Bachasson, comte de Montalivet, etwa 1840

Marthe Camille Bachasson, comte de Montalivet (* 24. April 1801 in Valence; † 4. Januar 1880 auf dem Château de Lagrange in Saint-Bouize, Cher), war ein französischer Staatsmann.

## Leben
Bachasson de Montalivet war der Sohn des Politikers Jean-Pierre Bachasson de Montalivet, besuchte die École polytechnique und anschließend an der École Nationale des Ponts et Chaussées. 1823 gelangte er durch den Tod seines Vaters und seines älteren Bruders zur Pairswürde, die er aber erst von 1826 ab ausüben konnte.
Als Mitglied und Sekretär der Gesellschaft Aide-toi, le ciel t’aidera mit den Häuptern der liberalen Partei bekannt geworden, erhielt er nach der Julirevolution unter Jacques Laffitte am 3. November 1830 das Amt des Innenministers. Zuvor war für wenige Tage (10. Oktober bis 2. November) Generalintendanten der Zivilliste gewesen. 
Seine Entschlossenheit rettete die angeklagten Minister Karls X. vor den Wutausbrüchen des Volkes.
Am 13. März 1831 erhielt er das Amt des Bildungsministers, trat aber nach Casimir Pierre Périers Tod 1832 wieder in seine frühere Stellung als Innenminister zurück.
Die blutige Unterdrückung der bei Jean Maximilien Lamarques Bestattung ausgebrochenen Unruhen, an denen am 5.- und 6. Juni 1832 über 200.000 Menschen teilnahmen, und die Erklärung des Belagerungszustandes für die Hauptstadt machten seine Verwaltung so verhasst, dass er am 11. Oktober 1832 zurücktrat. Der König ernannte ihn darauf zum zweiten Mal zum  Intendanten der Zivilliste (10. Oktober 1832 – 22. Februar 1836). Vom Februar bis September 1836 verwaltete er abermals und vom April 1837 bis März 1839 zum vierten Mal das Innenministerium, dazwischen (6. September 1836 – 15. April 1837) und danach (31. März 1839 – 2. Februar 1848) übernahm er wiederum die Intendanz der Zivilliste.
De Montalivet ließ das Schloss Versailles zu einem historischen Nationalmuseum einrichten, vergrößerte den Louvre und ließ unter anderem das Schloss Fontainebleau, Schloss Pau und das Schloss Saint-Cloud restaurieren. 1832 war er maßgeblich an der Gründung der Conférence Molé (später Molé-Tocqueville) beteiligt, die zum einflussreichsten Debattierklub Frankreichs wurde.
Nach der Februarrevolution 1848 zog er sich ins Privatleben zurück und trat nur hervor, um Louis-Philippe gegen die gehässigen Angriffe der Bonapartisten zu verteidigen. Er starb am 4. Januar 1880 auf seinem Schloß Lagrange, nachdem er 1879 als Sénateur inamovible in den Senat gewählt worden war.

## Familie
Bachasson de Montalivet heiratete am 15. Februar 1828 Marie Clementine Françoise de Paillard-Ducléré (1809–1882), eine Tochter des Advokaten und Politikers Constant Louise de Paillard-Ducléré. Der französische Staatspräsident Valéry Giscard d’Estaing war ein Ururenkel.

## Auszeichnungen
- 1843: Grosskreuz der Ehrenlegion

## Werke
- Le roi Louis-Philippe et sa liste civile (1851)
- Rien! dix-huit années de gouvernement parlementaire (1864)
- La confiscation sous le second Empire (1871)
- Casimir-Périer et la politique conservatrice en 1831 et 1832 (1874)